# Tenesso
O tenesso é o elemento químico de número atômico 117. Tem o símbolo Ts, e ocupa o grupo 17 da tabela periódica.
Elemento transurânico, provavelmente um sólido de coloração escura. É um átomo superpesado com massa atômica prevista de [291] u, altamente instável, sem isótopos estáveis conhecidos. Em 2015, a IUPAC e a IUPAP confirmaram descoberta dos elementos nihônio, moscóvio, tennesso e oganessônio. O nome foi oficializado pela IUPAC em 30 de novembro como tennessine, referência ao Tennessee, estado dos EUA.

## História
Uma equipe internacional de cientistas da Rússia e dos Estados Unidos descobriu o elemento de número atômico 117 em abril de 2010.
A equipe o encontrou medindo padrões de decaimento observados depois que um alvo de berquélio radioativo foi bombardeado com íons de cálcio, no ciclotron JINR (Joint Institute Nuclear Research), em Dubna, na Rússia. O experimento produziu seis átomos do elemento 117 depois de bombardearem o alvo continuamente por 150 dias. Para cada átomo, observava-se o decaimento alfa do elemento 117 para 115 (Mc), depois para 113 (Nh), e assim por diante, até que seu núcleo passasse por uma fissão, dividindo-se em dois elementos mais leves.
A descoberta contou com a participação de cientistas do Joint Institute of Nuclear Research (Dubna, Rússia), Research Institute for Advanced Reactors (Dimitrovgrad, Rússia), Lawrence Livermore National Laboratory, Oak Ridge National Laboratory, Universidade Vanderbilt e Universidade de Nevada, nos Estados Unidos.

## Etimologia e nomenclatura
O nome tenesso faz alusão ao estado do Tennessee, nos EUA. Seu nome em inglês é tennessine, seguindo as orientações da IUPAC de que elementos do grupo 17 devem ter os nomes terminados em ‑ine. Em português, tanto europeu quanto brasileiro, os outros halogênios (com exceção do flúor) têm a terminação ‑ine do inglês convertida para ‑o (chlorine/cloro, bromine/bromo, iodine/iodo, astatine/ástato). Portanto, seguindo o histórico, o nome em português seria tenesso, tornando incorretas variações como "tenessine", "tenessina", "tenessino", "tenessínio" ou "tenéssio".
O nome provisório "ununséptio" foi dado segundo os critérios de nomenclatura da IUPAC para o elemento, antes de ele ser formalmente nomeado.

## Obtenção
Até agora foram produzidos 6 átomos de tenesso, cinco Ts-293 e apenas um de Ts-294, eles foram produzidos em aceleradores de partículas utilizando íons de cálcio de forma similar a produção do fleróvio, e a reação de fusão nuclear é representada pelas seguintes equações:
Ts-293
{\displaystyle \ {}^{249}\mathrm {Bk} +{}^{48}\mathrm {Ca} ={}^{293}\mathrm {Ts} +4n}
Ts-294
{\displaystyle \ {}^{249}\mathrm {Bk} +{}^{48}\mathrm {Ca} ={}^{294}\mathrm {Ts} +3n}

## Química
Ainda não foram sintetizados compostos contendo este elemento, devido à sua vida extremamente curta e à falta de isótopos suficientemente estáveis para que suas propriedades químicas sejam estudadas na prática. Tudo o que se conhece são inferidos nas propriedades esperadas para o elemento, baseado nas propriedades periódicas e efeitos relativísticos.

### Previsões teóricas
Ao contrário dos elementos anteriores do grupo 17 (7A), o tenesso não pode exibir o comportamento químico comum dos halogênios. Por exemplo, os membros existentes do grupo normalmente aceitam um elétron para atingir a configuração eletrônica estável de um gás nobre, com oito elétrons em sua camada de valência. (Regra do octeto). Esta capacidade enfraquece à medida que a massa atômica aumenta e se desce pelo grupo. O tenesso seria o halogênio menos disposto a aceitar um elétron. Dos estados de oxidação que se prevê para o elemento formar, -1 é esperado para ser o menos comum. O potencial de redução padrão do par Ts/Ts- está previsto para ser -0.25V; Este valor é negativo e portanto o tenesso não deve ser reduzido ao estado de oxidação -1 (íon tenesseto, Ts-) em condições padrão, ao contrário de todos os halogênios anteriores.
Há uma outra possibilidade para o átomo de tenesso completar seu octeto: formar uma ligação covalente. Tal como os halogênios, quando dois átomos de Ts se encontram, espera-se que uma ligação Ts—Ts seja formada gerando uma molécula diatómica Ts2. Tais moléculas são normalmente ligadas por meio de ligações sigma simples entre os átomos; estas são diferentes das ligações pi, que são divididos em duas partes, cada uma deslocada numa direção perpendicular à linha entre os átomos, e uma em frente da outra em vez de ser localizado directamente entre os átomos que se ligam. A ligação sigma foi calculada para mostrar uma grande característica antiligante na molécula At2 e não é tão favorável energeticamente. É previsto que o Ts continue a tendência; um forte caráter pi deve ser visto na ligação entre os átomos no Ts2. O cloreto de tenesso molecular (TsCl) está previsto para ir mais longe, sendo ligado com uma única ligação pi.
Além do estado -1 instável, três outros estados de oxidação são previstos: +5, +3 e +1. O estado +1 deve ser especialmente estável devido à desestabilização dos três elétrons ultraperiféricos 7p3/2, formando uma configuração de subcamada estável, semicheia; o ástato mostra efeitos semelhantes. O estado +3 deve ser importante, mais uma vez devido aos elétrons 7p3/2 desestabilizados. O estado 5 está previsto para ser incomum porque os elétrons 7p3/2 são, contrariamente, estabilizados. O estado +7 foi demonstrado não ser viável nem mesmo computacionalmente. Porque os elétrons 7s são muito estabilizados, tem sido levantada a hipótese de que o tenesso efetivamente tem apenas cinco elétrons disponíveis na camada de valência.

### Possíveis compostos
Espera-se que o tenesso seja o menos reativo e o menos eletronegativo de todos os halogênios. Os estados de oxidação mais comuns do Ts serão +1 e +3. O tenesso formaria compostos geralmente covalentes, como os compostos interhalogênios TsCl, 
TsCl3, TsI, 
TsF3 e 
TsF5, este último um composto muito oxidante de Ts com nox +5. O tenesso, assim como o ástato, formaria um cátion monovalente (Ts+) estável em solução aquosa. Deste modo, é bem provável que TsOH seja uma base, diferente dos compostos homólogos dos demais halogênios, como o ClOH (HClO), que são ácidos.
O tenesso formaria também vários outros compostos, tais como o nitrato 
TsNO3, o óxido 
Ts2O e o óxido anfótero 
Ts2O3. Os compostos no estado de oxidação -1, como o CsTs (tenesseto de césio) e KTs (tenesseto de potássio) seriam fortes agentes redutores, facilmente oxidados pelo ar a tenesso elementar. O composto HTs provavelmente se comportaria mais como um hidreto do que como um ácido, diferente dos demais halogênios. Ele seria termodinamicamente muito instável em relação à decomposição em seus elementos constituintes:
2HTs → 
Ts2(s) + 
H2(g)